# Proteste gegen Rassismus in der National Football League

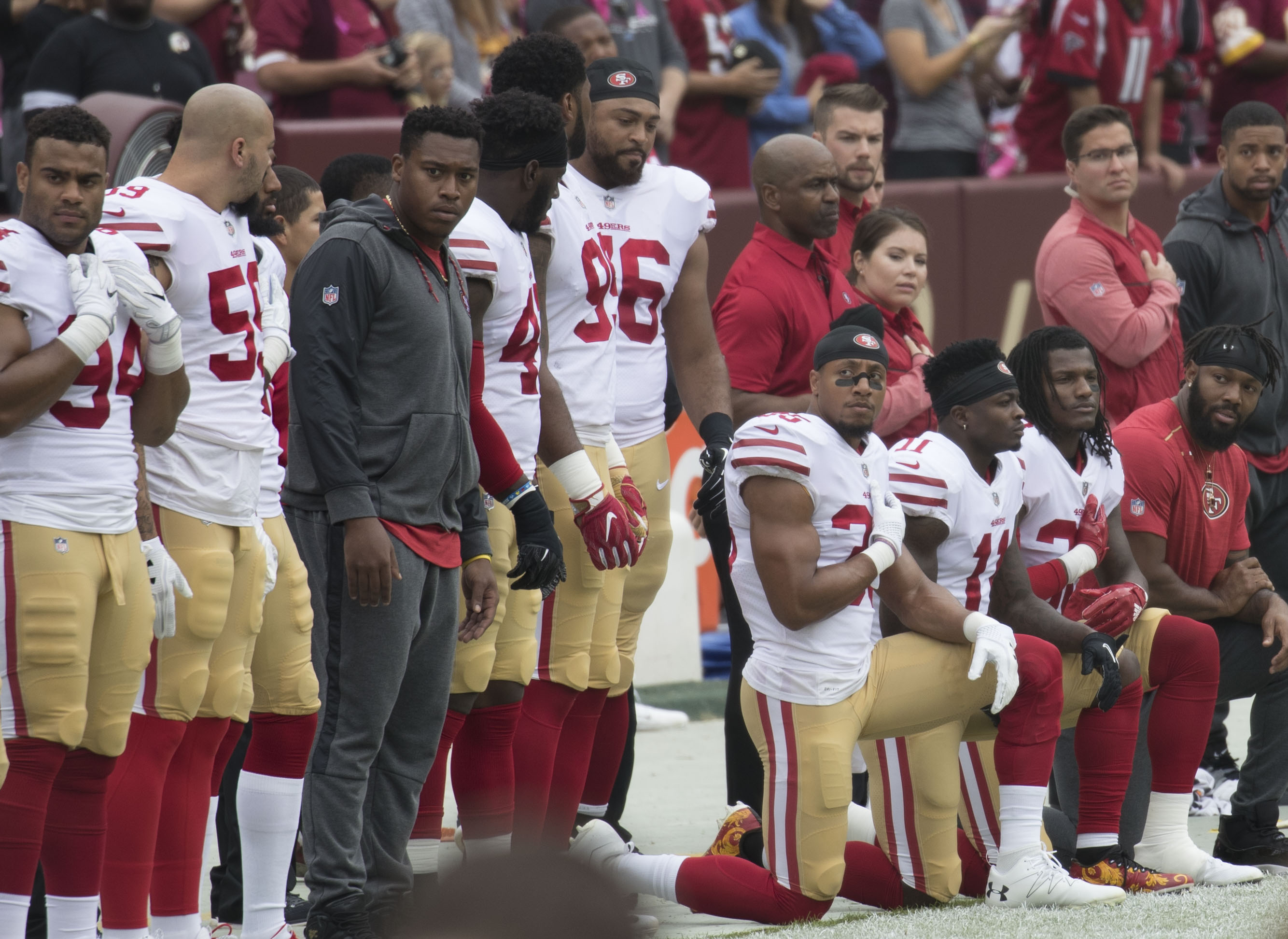
Stehende und kniende Spieler der San Francisco 49ers vor einem Spiel im Oktober 2017

Bei den Protesten gegen Rassismus in der National Football League protestieren Spieler der National Football League (NFL) seit der Saison 2016 gegen Rassismus, indem sie während der Nationalhymne der Vereinigten Staaten nicht stehen, sondern sich insbesondere hinknien. Dies wird kontrovers diskutiert, da das Verhalten teilweise als respektlos gegenüber den Vereinigten Staaten aufgenommen wird.

## Geschichte
Vor 2009 wurden vor NFL-Spielen weder die Landesflagge gehisst noch die Nationalhymne abgespielt. Dies änderte sich 2009 durch einen Vertrag zwischen der NFL und dem Verteidigungsministerium, der zur Hebung der patriotischen Moral auch Überflüge mit Militärjets, Rekrutierungs-Werbung und Informationsstände vorsah. Dafür flossen mehrere Millionen Dollar zunächst vom Verteidigungsministerium und danach von den Nationalgarden. Nach den im Jahr 2017 gültigen NFL-Reglements müssen die Spieler während der Nationalhymne an der Seitenlinie des Spielfeldes anwesend sein; es ist jedoch nicht vorgeschrieben, dass sie dabei stehen müssen.
Die Wahrnehmung der Proteste begann in der dritten Woche der Preseason 2016, als die Presse bemerkte, dass der Quarterback der San Francisco 49ers, Colin Kaepernick, der bereits während des Trainings seiner Mannschaft Socken trug, auf denen Polizisten als Schweine zu sehen waren, während der Nationalhymne sitzen blieb. Tatsächlich saß er aber bereits während der ersten beiden Preseasonspiele, wo er jedoch nicht spielte und kein Trikot der 49ers trug. Er begründete diesen Schritt folgendermaßen:

“I am not going to stand up to show pride in a flag for a country that oppresses black people and people of color, to me, this is bigger than football and it would be selfish on my part to look the other way. There are bodies in the street and people getting paid leave and getting away with murder.”

„Ich stehe nicht auf, um Stolz auf eine Flagge für ein Land zu zeigen, das schwarze und farbige Menschen unterdrückt, für mich ist das wichtiger als Football, und es wäre selbstsüchtig von mir, wegzusehen. Da liegen Leichen in den Straßen, und Menschen bekommen bezahlten Urlaub und kommen mit Mord davon.“

In der darauf folgenden Woche kniete Kaepernick während der Hymne und wurde dabei von seinem Mitspieler Eric Reid unterstützt. Auch Jeremy Lane von den rivalisierenden Seattle Seahawks schloss sich dem Protest während der vierten Woche der Preseason an und saß während der Hymne. Beim Saisoneröffnungsspiel zwischen den Denver Broncos und den Carolina Panthers kniete sich ein Linebacker der Broncos, Brandon Marshall, während der Nationalhymne hin. In den Sonntagsspielen am ersten Spieltag, die am 15. Jahrestag der Terroranschläge vom 11. September 2001 stattfanden, kam es erneut zu Protesten. Arian Foster, Jelani Jenkins, Michael Thomas und Kenny Stills von den Miami Dolphins knieten sich während der Hymne hin und legten die Hand auf ihr Herz. Bei den Gegnern der Dolphins, den Seattle Seahawks, verhakten alle Spieler, inklusive Lane, als Zeichen des Zusammenhalts ihre Arme. Auch die Spieler der Kansas City Chiefs verhakten ihre Arme, wobei deren Cornerback Marcus Peters, der am Ende der Kette stand, seine Faust in die Höhe streckte (vgl. Black Power). Auch Martellus Bennett und Devin McCourty von den New England Patriots hoben ihre Faust. Im Monday-Night-Football-Spiel am 12. September 2016 knieten sich Reid und Kaepernick erneut hin, während der Strong Safety der 49ers, Antoine Bethea, und Linebacker Eli Harold sowie der Wide Receiver Kenny Britt und der Defensive End Robert Quinn von den gegnerischen Los Angeles Rams ihre Fäuste erhoben.
Am zweiten Spieltag der Saison 2016 schlossen sich weitere Spieler den Protesten an. Die Spieler der Kansas City Chiefs unterließen hingegen Protesthandlungen. Bis zum letzten Spieltag nahm die Anzahl der Protestler ab. Die Seattle Seahawks waren das einzige Team, das über die gesamte Regular Season gemeinsam protestierte.

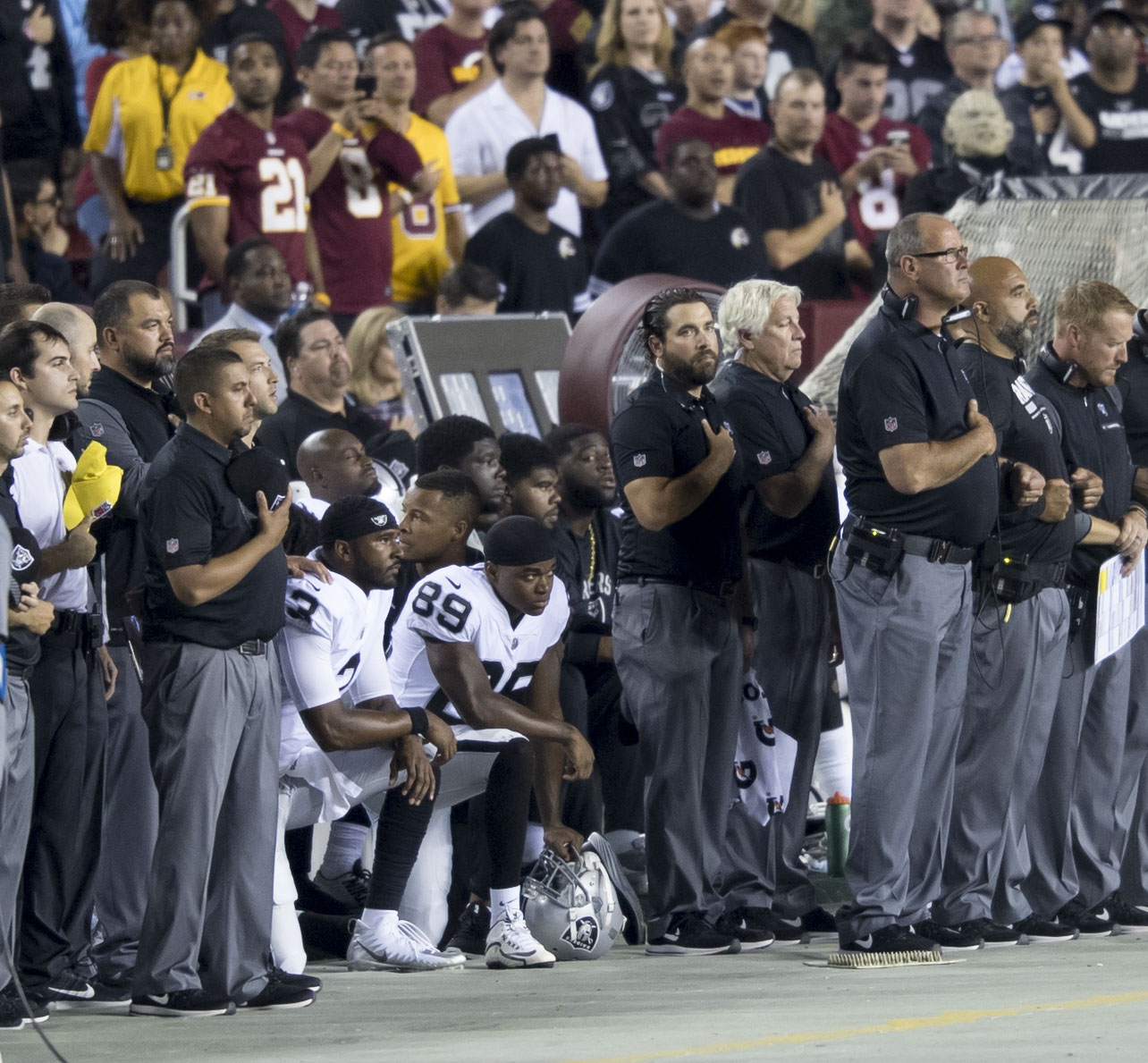
Kniende Spieler der Oakland Raiders am 24. September 2017

In der Preseason der Saison 2017 begann Michael Bennett von den Seattle Seahawks nach dem rechtsextremen Anschlag in Charlottesville damit, während der Nationalhymne nicht zu stehen. In der zweiten Woche der Preseason knieten zwölf Spieler der Cleveland Browns, darunter mit Tight End Seth DeValve auch der erste Weiße. Am dritten Spieltag der Regular Season geriet neue Dynamik in den Protest, nachdem US-Präsident Trump die Entlassung aller protestierenden Spieler gefordert hatte. Die Spieler der Seahawks, Titans und Steelers blieben während der Hymne in der Kabine und viele andere Spieler, Trainer und erstmals auch Franchise-Besitzer knieten oder verschränkten ihre Arme ineinander.
Im Mai 2018 haben die Klubs beschlossen, dass das Knien während der Nationalhymne nicht mehr zulässig sei und künftig mit Bußen bestraft wird. Den Spielern steht es jedoch frei, sich während der Nationalhymne in der Garderobe aufzuhalten. Die Spielergewerkschaft NFL Players Association kündigte Schritte dagegen an, unter anderem weil sie in der Entscheidung eine Verletzung früherer Zusagen sieht.

## Reaktionen
Die Proteste sorgten für ein großes Medienecho. Die Meinungen über die Proteste gehen dabei auseinander. Einige sehen das Sitzen und Knien während der Nationalhymne als respektlos gegenüber den Vereinigten Staaten und den Werten, für die sie stehen, an, andere weisen auf das Recht der Meinungsfreiheit hin und fordern, dass es jedem selbst überlassen sein sollte, wann und wie er dieses Recht nutzt. Donald Trump riet Kaepernick, von dem er zuvor als „offen rassistisch“ kritisiert wurde, nach Beginn der Proteste aus den Vereinigten Staaten auszuwandern, während Barack Obama Kaepernick unterstützte. Die Polizeigewerkschaft von Santa Clara sah die Proteste als Anfeindung gegen die Polizei und drohte damit, keinen Dienst im Stadion der 49ers mehr zu verrichten. Nachdem Doug Baldwin bereits in den Tagen vor dem 11. September 2016 über Twitter bekanntgegeben hatte, dass die Seahawks mit einer Demonstration des Zusammenhalts das Land und die Flagge ehren wollten, ohne dabei weitere Details zu nennen, sagte der Bürgermeister der Stadt DuPont eine Feier mit den Seahawks (Rally) für den 10. September 2016 ab. Marshall verlor nach seinem Protest einen Sponsorenvertrag bei der Air Academy Federal Credit Union. John Carlos, der durch seinen Protest bei den Olympischen Spielen 1968 bekannt wurde, lobte die Aktion.
Die Einschaltquoten der NFL-Saison 2016 sanken während der Proteste. In Woche 4 hatten die Spiele teilweise ein Viertel weniger Zuschauer als im Vorjahr. Nur die regionalen Übertragungen konnten einen Zuwachs verzeichnen, der aber mit 2 % nur schwach ausfiel. Zwar werden auch die sinkende Qualität der Spiele, die vermehrte Werbung und die bevorstehende Präsidentenwahl als Grund für das Abfallen der Quoten genannt, der Protest jedoch als Hauptursache. So gaben in einer Umfrage 32 % der Befragten an, dass sie durch die Proteste weniger Interesse an der NFL zeigten, während nur 16 % dadurch ein gesteigertes Interesse hatten.
In dem Song Like Home des US-amerikanischen Rappers Eminem, der sich gegen Donald Trump richtet, werden die Proteste thematisiert. In der zweiten Strophe heißt es: „Even if it means sittin' when they raise the flag / To sing ‘The Star-Spangled Banner’“, zu Deutsch: „Selbst wenn das heißt, sitzen zu bleiben wenn sie die Flagge hissen / um ‚The Star-Spangled Banner‘ zu singen“.

## Außerhalb der NFL
Megan Rapinoe von den Seattle Reign FC der National Women’s Soccer League kniete sich ebenfalls während der Nationalhymne hin. Bei einem Spiel der Mannschaft am 7. September 2016 wurde die Nationalhymne deswegen vor dem Betreten des Spielfeldes durch die Spielerinnen gespielt. Im College-Football-Spiel zwischen den Indiana State Sycamores und den Minnesota Golden Gophers kniete sich Indianas Lonnie Walker II während der Nationalhymne hin. Am 23. September 2017 kniete Bruce Maxwell von den Oakland Athletics während der Hymne und wurde so zum ersten Spieler der Major League Baseball, der sich den Protesten anschloss. Vor dem Anpfiff des Spiels von Hertha BSC gegen den FC Schalke 04 am 14. Oktober 2017 kniete die ganze Hertha-Mannschaft, inklusive der Auswechselbank.